# Schweizer Cup (Fussball, Männer) 1975/76
Der 51. Schweizer Cup wurde in der Saison 1975/76 ausgespielt. Der Fußball-Wettbewerb wurde  8. Juni 1975 bis zum 19. April 1976 ausgetragen. Sieger war der Verein FC Zürich.

## Der Modus
Es wurde im K.-o.-System gespielt. Im Fall eines Gleichstandes zum Ende der Verlängerung wurde das Spiel auf dem Platz der Gastmannschaft wiederholt. Das Finalspiel fand in Bern statt.

## 1/16-Finals
In den 1/16-Finals spielten erstmals die Mannschaften der Nationalliga A mit:
| Datum             |                           | Ergebnis  |                         |
| ----------------- | ------------------------- | --------- | ----------------------- |
| 27.09.1975, 14:30 | FC Chiasso                | 0:1       | FC Lugano               |
|                   | Concordia Basel           | 0:1       | FC Winterthur           |
|                   | Concordia Lausanne        | 0:3       | FC Sion                 |
|                   | Étoile Carouge            | 1:3       | Servette FC             |
|                   | FC Fribourg               | 4:0       | FC Marin-Sports         |
|                   | FC Grenchen               | 0:2       | FC Basel                |
|                   | FC Morbio                 | 2:0       | Grasshopper Club Zürich |
|                   | Young Fellows Zürich      | 0:0 n. V. | BSC Young Boys          |
| 28.09.1975, 14:30 | ASI Audax-Friul Neuchâtel | 1:4       | FC La Chaux-de-Fonds    |
|                   | FC Balzers                | 1:6       | FC Frauenfeld           |
|                   | SCI Juventus Zürich       | 3:4       | FC St.Gallen            |
|                   | FC Laufen                 | 0:1       | FC Biel-Bienne          |
|                   | FC Locarno                | 4:2       | FC Rüti                 |
|                   | FC Raron                  | 0:2       | FC Lausanne-Sport       |
|                   | SC Schöftland             | 0:2       | Neuchâtel Xamax         |
|                   | Stade Nyonnais            | 1:3       | CS Chênois              |
|                   | SC Zug                    | 0:2       | FC Zürich               |

Wiederholungsspiel
| Datum             |                | Ergebnis |                      |
| ----------------- | -------------- | -------- | -------------------- |
| 08.10.1975, 14:30 | BSC Young Boys | 6:0      | Young Fellows Zürich |

## Achtelfinals
| Datum             |                         | Ergebnis             |                      |
| ----------------- | ----------------------- | -------------------- | -------------------- |
| 29.10.1975, 14:30 | FC Biel-Bienne          | 2:1                  | FC St. Gallen        |
|                   | FC Lugano               | 1:2                  | FC Fribourg          |
|                   | BSC Young Boys          | 3:1                  | FC Basel             |
|                   | Grasshopper Club Zürich | 3:3 n. V.            | FC La Chaux-de-Fonds |
|                   | FC Frauenfeld           | 0:0 * (Ausgesetzt)   | FC Zürich            |
|                   | FC Winterthur           | 0:0 * (Ausgesetzt)   | FC Sion              |
| 30.10.1975, 14:30 | FC Lausanne-Sport       | 0:0 *** (Ausgesetzt) | CS Chênois           |
| 04.11.1975, 14:30 | Servette FC             | 2:1                  | Neuchâtel Xamax      |

Wiederholungsspiel
| Datum             |                      | Ergebnis        |                         |
| ----------------- | -------------------- | --------------- | ----------------------- |
| 04.11.1975, 14:30 | FC Lausanne-Sport    | 1:0             | CS Chênois              |
| 05.11.1975, 14:30 | FC Frauenfeld        | 0:2             | FC Zürich               |
|                   | FC La Chaux-de-Fonds | 0:0 (6:7 i. E.) | Grasshopper Club Zürich |
| 06.11.1975, 14:30 | FC Winterthur        | 1:4             | FC Sion                 |

## Viertelfinals
Hin- und Rückspiele: 16. November und 7. Dezember 1975
|                | Gesamt |                         | Hinspiel | Rückspiel |
| -------------- | ------ | ----------------------- | -------- | --------- |
| FC Biel-Bienne | 3:2    | FC Lausanne-Sport       | 3:2      | 0:0 ****  |
| FC Fribourg    | 0:5    | Servette FC             | 0:2      | 0:3       |
| FC Sion        | 3:3    | Grasshopper Club Zürich | 2:2      | 1:1       |
| FC Zürich      | 5:1    | BSC Young Boys          | 3:1      | 2:0       |

## Halbfinals
Hin- und Rückspiele: 16. und 21. März 1976
|                | Gesamt |                         | Hinspiel | Rückspiel |
| -------------- | ------ | ----------------------- | -------- | --------- |
| FC Biel-Bienne | 3:7    | FC Zürich               | 1:0      | 2:7       |
| Servette FC    | 8:3    | Grasshopper Club Zürich | 6:2      | 2:1       |

## Final
Das Finalspiel fand am 19. April 1976 im Stadion Wankdorf in Bern statt.
| Paarung        | FC Zürich – Servette FC |
| Ergebnis       | 1:0 (1:0) |
| Datum          | 19. April 1976 um 15:00 Uhr |
| Stadion        | Stadion Wankdorf, Bern |
| Zuschauer      | 42.257 |
| Schiedsrichter | Jean Dubach (Nidau) |
| Tore           | 1:0 Katić (9.) |
| FC Zürich      | Grob, Kuhn, Heer, Zigerlig, Fischbach, Martinelli, Botteron, Scheiwiler, Rutschmann (67. Stierli), Katić, Risi Cheftrainer: Timo Konietzka            |
| Servette FC    | Engel, Guyot, Martin, Bizzini, Wegmann, Schnyder, Hußner (75. Riner), Marchi, Andrey (60. Barriguard), Pfister, Muller Cheftrainer: Jürgen Sundermann |